# 47 Ronin (film, 2013)
A 47 Ronin egy 2013-ban bemutatott amerikai fantasy-akciófilm,  Carl Rinsch rendező első és ezidáig egyetlen játékfilmje. A forgatókönyvet Chris Morgan és Walter Hamada történetéből Morgan és Hossein Amini írták, a Csúsingura ("Hű csatlósok kincsestára") című beszámoló alapján. A Keanu Reeves és Szanada Hirojuki főszereplésével készült film a negyvenhét ronin valós, a 18. századi Japánban lezajlott történetének számos kitalált és mitikus elemmel feldúsított újramesélése.
A H2F Entertainment, Mid Atlantic Films, Moving Picture Company, Stuber Productions és Relativity Media közreműködésével készített film 2013. december 6-án került bemutatásra Japánban, mielőtt az Universal Pictures jóvoltából 2013. december 25-én az Amerikai Egyesült Államokban is mozikba került, 3D-ben és 2D-ben egyaránt. Magyarországon a szinkronizált változatot a UIP-Dunafilm mutatta be december 26-án. A film, noha látványvilága és akciójelenetei dicséretesnek bizonyultak, túlnyomórészt negatív kritikákban részesült és anyagilag is veszteségesnek bizonyult: a 175–225 millió dolláros gyártási költségvetésével szemben mindössze 151 millió dollár bevételre tett szert. A Variety magazin a 47 Ronint "Hollywood 2013 legnagyobb filmes bukásai" közé sorolta. Kritikai és bevételi kudarca ellenére 2020-ban bejelentették a folytatást, amelynek gyártása 2021-ben kezdődött.

## Szereplők
| Szerep               | Színész               | Magyar hang       | Leírás                                                                                    |
| -------------------- | --------------------- | ----------------- | ----------------------------------------------------------------------------------------- |
| Kai                  | Keanu Reeves          | László Zsolt      | Félig japán, félig angol kitaszított, akit Aszano befogad, majd csatlakozik a róninokhoz. |
| Kuranosuke Ôisi      | Szanada Hirojuki      | Epres Attila      | A róninok vezetője.                                                                       |
| Josinaka Kira        | Aszano Tadanobu       | Stohl András      | Naganori Aszano Daimjó riválisa.                                                          |
| Mizuki, a boszorkány | Kikucsi Rinko         | Gáspár Kata       | Furcsa tekintetű varázslónő, aki Josinakát szolgálja                                      |
| Mika                 | Sibaszaki Ko          | Sipos Eszter Anna | Aszano nagyúr lány és Kai szerelme.                                                       |
| Naganori Aszano      | Min Tanaka            | Csuha Lajos       | A róninok egykori mestere.                                                                |
| Csikara              | Akanisi Dzsin         | Szatory Dávid     | Oisi fia.                                                                                 |
| Tsunajosi Sógun      | Cary-Hirojuki Tagava  | Berzsenyi Zoltán  |                                                                                           |
| Jasuno               | Masajosi Haneda       | Seszták Szabolcs  |                                                                                           |
| Hazama               | Hirosi Sogabe         | Kossuth Gábor     |                                                                                           |
| Baso                 | Takato Jonemoto       | Fesztbaum Béla    |                                                                                           |
| Hara                 | Hirosi Jamada         | N/A               |                                                                                           |
| Kapitány             | Jorick van Vageningen | N/A               |                                                                                           |
| Isogai               | Maszajuki Deai        | Nagy Viktor       |                                                                                           |
| Horibe               | Su Nakajima           | Király Adrián     |                                                                                           |
| Lord Tengu           | Togo Igava            | Borbiczki Ferenc  |                                                                                           |

## A film készítése

### Fejlesztés
A Universal Pictures először 2008 decemberében jelentette be a filmet, Keanu Reeves főszereplésével. A Variety akkor arról számolt be, hogy "a film a történet stilizált változatát fogja elmesélni, keverve A Gyűrűk Urában látható fantáziaelemekkel, és a Gladiátorhoz hasonló, durva csatajelenetekkel". A Universal a rendező kiválasztása után, 2009-ben tervezte a film készítését, az év novemberében a stúdió tárgyalásokat kezdett Carl Rinsch-szel, aki "látványos és stílusos" filmeket rendezett a Blurb vállalat számára.
2010 decemberében a stúdió bejelentette, hogy a filmet 3D-ben készítik és adják ki. 2011. március és április között öt japán színészt választottak Reeves mellé: Szanada Hirojuki, Aszano Tadanobu, Kikucsi Rinko, Sibaszaki Kou és Dzsin Akanisi; a Variety szerint a Universal azért választotta őket, hogy hitelesebbé tegye a film történetét, és ne az Egyesült Államokban felismerhető színészek legyenek benne. Universal a kezdeti produkciós költségvetést 175 millió dollár összegben biztosította Rinschnek, annak ellenére, hogy a játékfilmes tapasztalatok hiányoztak, ami azt eredményezte, hogy a The Hollywood Reporter "nagyszabásúnak tekintette, egyenesen kockázatosnak".

### Forgatás
A film forgatása 2011-ben kezdődött Budapesten. Az Origo Film Group közreműködött a filmben. A gyártás az Egyesült Királyság Shepperton Stúdiójában is zajlott; a további forgatás Japánban történt. Reeves elmondta, hogy a jeleneteket először japán nyelven forgatták a stáb megismerése érdekében, amelyhez a jeleneteket ismét angol nyelven leforgatták. A színészek jelmezeit Penny Rose tervezte, aki így nyilatkozott: "A kultúrán és formavilágon alapulnak - azaz mindenki kimonót visel - de csavartunk is rajtuk egyet. És jelentősen kiszíneztük a ruhákat, ami számomra meglehetősen szokatlan."
2012. augusztus végén, újabb felvételeket hajtottak végre Londonban, amelyeket késleltetett a 2012. évi nyári olimpiai játékok és Reeves A tai chi harcosa című film rendezői debütálásának forgatása, amelyben Tiger Chen alakítja a főszerepet. 2012 végén az Universal kivette Rinsch-t a projekt szerkesztési szakaszából, majd az Universal elnöknője, Donna Langley vette át a folyamatot. Ezenkívül a stúdió egy szerelmi jelenetet, extra közeli képekkockákat és egyéni párbeszédvonalakat adott hozzá annak érdekében, hogy megpróbálja növelni Reeves jelenlétét a filmben, ami "jelentősen megnövelte" a film költségvetését is.

## Filmzene
A 47 Ronin: Original Motion Picture Soundtrack a film Ilan Eshkeri által komponált és készített zenealbuma, amelyet Varèse Sarabande adott ki 2013. december 17-én.

### Dalok
| 1.    | Oishi's Tale           |  |
| 2.    | Kirin Hunt             |  |
| 3.    | Resentment             |  |
| 4.    | The Witch's Plan       |  |
| 5.    | Ako                    |  |
| 6.    | Szogun                 |  |
| 7.    | Tournament             |  |
| 8.    | Bewitched              |  |
| 9.    | Assano Seppuku         |  |
| 10.   | Dutch Island Fugue     |  |
| 11.   | Reunited Ronin         |  |
| 12.   | Tengu                  |  |
| 13.   | Shrine Ambush          |  |
| 14.   | The Witch's Lie        |  |
| 15.   | Kira's Wedding Quartet |  |
| 16.   | Palace Battle          |  |
| 17.   | The Witch Dragon       |  |
| 18.   | Return To Ako          |  |
| 19.   | Shogun's Sentence      |  |
| 20.   | Mika and Kai           |  |
| 21.   | Seppuku                |  |
| 22.   | 47 Ronin               |  |
| 22:27 |                        |  |

## Megjelenés
A 47 Ronint eredetileg 2012. november 21-én bemutatni, de 2013. február 8-ára csúsztatták, mivel a 3D-s vizuális effektusokkal kapcsolatos munkára volt szükség. Az újravágások és az utómunkálatok elszámolása céljából ismét elhalasztották a kiadási dátumot, ami végül 2013. december 25-ke lett.
A Szengoku Basara stábja 2014. január 23-ig tartott jóváhagyást, amelyben kijelentették, hogy azok a japán rajongók, akik #RONIN_BASARA hashtaggel tweetelnek, megnyerhetik a Szengoku Basara 4-et PlayStation 3-ra vagy egy 47 Ronin-posztert, amelyet személyesen a film szereplői írtak alá.

### Média kiadás
A Universal Pictures Home Entertainment 2014. április 1-én adta ki DVD-n, Blu-rayen és Blu-ray 3D-ben.

## Elismerések
| Díj             | Kategória                                         | Átvevő | Eredmény |
| --------------- | ------------------------------------------------- | --- | -------- |
| Szaturnusz-díj  | legjobb jelmez                                    | Penny Rose | Jelölve  |
| Szaturnusz-díj  | legjobb produkciótervezés                         | Jan Roelfs | Jelölve  |
| IGN-díj         | A legjobb fantasyfilm és a legjobb 3D-s film      | 47 Ronin | Jelölve  |
| Golden Reel-díj | A legjobb hangszerkesztés – zene egy játékfilmben | Andrew Silver (felügyelő zeneszerkesztő), Kenneth Karman (zeneszerkesztő), Julie Pearce (zeneszerkesztő) és Peter Oso Snell (zeneszerkesztő) | Jelölve  |

## Folytatás
2020 augusztusában bejelentették, hogy tervben van a folytatás. Ron Juan lesz a film rendezője. A film cselekménye 300 évvel később játszódik le a jövőben, és a műfajaát tekintve harcművészeti, horror, akció és a sci-fi cyber-punk lesz. A projektet a Universal 1440 Entertainment fogja gyártani és a Netflix terjeszteni. A film készítése tervek szerint 2021 első negyedévében kezdődik.